# Paraclytus sexguttatus
Paraclytus sexguttatus är en skalbaggsart som först beskrevs av Adams 1817.  Paraclytus sexguttatus ingår i släktet Paraclytus och familjen långhorningar.
Artens utbredningsområde är Iran. Inga underarter finns listade i Catalogue of Life.